# Ohuan
Ohuan (également orthographié Ouan), initialement connu sous le nom de prince Odogbo, est le dix-neuvième Oba du royaume du Bénin qui règne d'environ 1606 à 1641. Il est le fils unique d'Ehengbuda et il succède à son père après sa mort. Il est connu pour son histoire de naissance inhabituelle, sa rébellion contre son Iyase (premier ministre) Ogina et son expansion du royaume du Bénin par la guerre. Il meurt sans héritier, entraînant une crise de succession et un déclin du royaume.

## Biographie

### Jeunesse et identité sexuelle
Odogbo est né fils unique d'Ehengbuda, le dix-huitième Oba du Bénin, qui règne de 1578 à 1606 apr. J.-C.. Selon certaines traditions orales, il serait né fille et ne serait devenu un homme que plus tard grâce à la médecine. Selon d'autres sources, il est très beau et d'apparence féminine, de sorte que les gens pensent qu'il est une fille. Dans les deux versions, Odogbo doit se présenter publiquement nu après sa transformation ou après que son père ait eu vent des rumeurs, afin de prouver son identité . Lui et ses serviteurs nus, bien coiffés et bien habillés, marchent d'Uselu à Benin City, et ils sont appelés Ifieto (cheveux enroulés), terme qui existe encore aujourd'hui. Lors des grandes cérémonies, on peut encore voir les Ifieto danser et chanter devant le cortège royal.

### Accession au trône
Odogbo est placé sur le trône du Bénin sous le titre d'Ohuan, après la mort de son père en 1606 . Il dirige le peuple avec équité et compétence et fonde de nombreuses villes et villages. Il jouit de la loyauté et de l'estime de ses sujets tout au long de son long règne de trente-trois ans.
Dans les premières années de son règne, l'Iyase (premier ministre) nommés Ogina, se rebelle contre lui. L'Iyase est le commandant en chef de l'armée et il s'est montré très hostile envers le précédent Oba et aurait commis un adultère avec l'une de ses épouses. Ohuan se retire dans un village appelé Evbohuan pendant plusieurs mois jusqu'à ce qu'il soit assez puissant pour attaquer et vaincre Ogina, qui est ensuite banni à Okogo où il meurt plus tard . Après la rébellion d'Ogina, aucun autre Iyase n'est installé par un Oba au XVIIe siècle, comme stratégie politique pour éviter toute opposition de la part du chef militaire. La tradition orale offre une version légèrement différente dans laquelle Ohuan cherche à venger l'honneur de son père et force l'Iyase à l'exil. La confrontation est cette fois une question de forces surnaturelles qui se font face.
Ohuan est également un chef militaire et étend le royaume du Bénin par la conquête. Il assure le maintien des contacts avec l'Empire portugais et échange avec eux de l'ivoire, du poivre et des esclaves. Il commissionne de nombreuses œuvres et soutient les arts et la culture du Bénin, et certains bronzes du Bénin qui ornaient le palais royal sont réalisées sous son règne.

### Mort
Ohuan meurt en 1641 sans héritier. Ohenzae lui succède plus tard. Sa mort crée un problème difficile pour le peuple Edo, car il n'y a ni frère ni fils pour lui succéder et conserver le trône dans la famille royale. Comme toutes les branches de la famille royale peuvent également revendiquer un droit au trône d'Ohuan, la corruption et les troubles internes conduisent au déclin du royaume. Le trône est alterné entre six candidats différents pendant six règnes, jusqu'à ce que la guerre civile éclate au cours de la dernière décennie du siècle. La mort d'Ohuan est considérée comme marquant la fin de l'âge d'or du royaume du Bénin.